# Modelo de CGHS
O modelo de Callan-Giddings-Harvey-Strominger ou modelo de CGHS, em resumo, é um modelo de brinquedo (modelo toy) da relatividade geral em um espaço e uma dimensão de tempo.
A relatividade geral é um modelo altamente não-linear, e como tal, a sua versão 3+1D geralmente é muito complicada de se analisar em detalhe. Na versão 3+1D e superiores, que se propagam em ondas gravitacionais, mas elas não existem em 2+1D ou 1+1D. Em 2+1D, a relatividade geral torna-se uma teoria de campo topológica sem graus de liberdade locais, e todos os modelos 1+1D são nível locais planos. No entanto, uma generalização um pouco mais complexa da relatividade geral, que inclui dilatons transformará o modelo de 2+1D em um misto admitindo dilaton de gravidade-onda que se propagam , além de fazer o modelo 1+1D geometricamente  não trivial nível localmente.

## Ação
Uma muito específica escolha de conexões e interações leva ao modelo CGHS.
{\displaystyle S={\frac {1}{2\pi }}\int d^{2}x\,{\sqrt {-g}}\left\{e^{-2\phi }\left[R+4\left(\nabla \phi \right)^{2}+4\lambda ^{2}\right]-\sum _{i=1}^{N}{\frac {1}{2}}\left(\nabla f_{i}\right)^{2}\right\}}
onde g é o tensor métrico, φ é o campo dilaton, fi são os campos de matéria, e λ2 é a constante cosmológica. Em particular, a constante cosmológica é diferente de zero, e os campos de matéria sem massa são escalares reais.